# Eubelum squamatum
Eubelum squamatum är en kräftdjursart som beskrevs av Arcangeli 1950. Eubelum squamatum ingår i släktet Eubelum och familjen Eubelidae. Inga underarter finns listade i Catalogue of Life.